# Andrena mariposorum
Andrena mariposorum är en biart som beskrevs av Henry Lorenz Viereck 1917. Andrena mariposorum ingår i släktet sandbin, och familjen grävbin. Inga underarter finns listade i Catalogue of Life.